# Lil Rob
Роберт П. Флорес (сценическое имя Lil Rob) — американский рэпер, продюсер и актёр.

## Биография
В 1990-х годах, в начале своей карьеры, он начал выступать под именем Lil Rob, тогда же записал свой первый сингл «Oh What a Night in the 619». Хотя, вначале трек не попал в чарты, это было позже, когда в 1997 году он выпустил свой первый дебютный альбом «Crazy Life», а название трека было сокращено до «Oh What a Night».
В 1994 году, когда ему стреляли в подбородок, его челюсть была разбита. Также у него было ранение в глаз.
За время своей карьеры, Lil Rob сотрудничал с чикано-рэперами, такими как, Mr. Shadow, Mr. Sancho, и OG Spanish Fly. Кроме этого, он сотрудничал с Paul Wall, The Game, E-40 и Pitbull.
Lil Rob и Mr. Shadow были в группе, под названием «The Mahem Click».
Цифры 12 и 18, которые вытатуированы на его предплечьях, представляют собой числовые значения букв L и R, инициалов его псевдонима. В дни, когда он занимался граффити-теггингом, он использовал эти числа для нанесения.
В 2002 году Lil Rob оставил Low Profile Records и подписал контракт с Upstairs Records. Он достиг коммерческого успеха в 2005 году, после выпуска альбома «Twelve Eighteen, Pt. 1». В этот альбом вошёл сингл «Summer Nights» — первый трек в его карьере, попавший в национальную радио-трансляцию. «Summer Nights» достиг #36 в Billboard Hot 100 и #13 в Hot Rap Tracks. Последующий сингл «Bring Out the Freak in You» достиг #85 в Billboard Hot 100, и #20 в Hot Rap Tracks.
Благодаря этому, он получил небольшие роли в фильмах Грязное дело (2005) и Большой Стэн (2007).
29 июня 2007 года Lil Rob впервые выступил за рубежом на острове Окинава, Япония.
Альбом «Twelve Eighteen, Pt. 2» был выпущен в 2008 году, куда вошёл сингл «Let Me Come Back» с участием Fingazz. В 2009 году был выпущен его девятый альбом «Love & Hate»

## Дискография

### Студийные альбомы
| Год  | Название                   | Позиции в чартах | Позиции в чартах | Позиции в чартах | Позиции в чартах |
| Год  | Название                   | US               | US R&B           | US Rap           | US Ind           |
| ---- | -------------------------- | ---------------- | ---------------- | ---------------- | ---------------- |
| 1997 | Crazy Life                 | —                | —                | —                | —                |
| 1998 | Natural High               | —                | —                | —                | —                |
| 2000 | Still Smokin'              | —                | —                | —                | —                |
| 2002 | The Album                  | —                | 94               | —                | 40               |
| 2002 | The Last Laff EP           | —                | —                | —                | —                |
| 2003 | Can’t Keep a Good Man Down | —                | —                | —                | 10               |
| 2004 | Neighborhood Music         | —                | —                | —                | —                |
| 2005 | Twelve Eighteen, Pt. 1     | 31               | 16               | 9                | 3                |
| 2008 | Twelve Eighteen, Pt. 2     | 101              | 16               | 5                | —                |
| 2009 | Love & Hate                | —                | —                | —                | —                |

### Синглы
| Год  | Название                             | Позиции в чартах | Позиции в чартах | Позиции в чартах | Позиции в чартах | Альбом                      |
| Год  | Название                             | U.S.             | US Pop           | U.S. R&B         | U.S. Rap         | Альбом                      |
| ---- | ------------------------------------ | ---------------- | ---------------- | ---------------- | ---------------- | --------------------------- |
| 1998 | «Brown Crowd»                        | —                | —                | —                | —                | Crazy Life                  |
| 1999 | «La Cantina»                         | —                | —                | —                | —                | High Till I Die: Remix 2000 |
| 2003 | «Barely Getting By»                  | —                | —                | —                | —                | The Album                   |
| 2003 | «Brought Up in a Small Neighborhood» | —                | —                | —                | —                | The Album                   |
| 2003 | «City That Everyone Knows»           | —                | —                | —                | —                | The Album                   |
| 2004 | «Linda Mujer»                        | —                | —                | —                | —                | The Album                   |
| 2004 | «Drinking on My Driveway»            | —                | —                | —                | —                | The Album                   |
| 2004 | «Neighborhood Music»                 | —                | —                | —                | 84               | Neighborhood Music          |
| 2004 | «Can We Ride»                        | —                | —                | —                | —                | Neighborhood Music          |
| 2005 | «It’s My Life»                       | —                | —                | —                | —                | Neighborhood Music          |
| 2005 | «Summer Nights»                      | 36               | 42               | 5                | 13               | Twelve Eighteen, Pt. 1      |
| 2005 | «Bring Out The Freak In You»         | 85               | 97               | 11               | 20               | Twelve Eighteen, Pt. 1      |
| 2006 | «Playground»                         | —                | —                | —                | —                | Twelve Eighteen, Pt. 1      |
| 2006 | «Back In The Streets»                | —                | —                | 39               | —                | Twelve Eighteen, Pt. 1      |
| 2007 | «Stuck With You»                     | —                | —                | —                | —                | Twelve Eighteen, Pt. 2      |
| 2007 | «Do It»                              | —                | —                | —                | —                | Twelve Eighteen, Pt. 2      |
| 2007 | «Just One of Those Days»             | —                | —                | —                | —                | Twelve Eighteen, Pt. 2      |
| 2008 | «Let Me Come Back»                   | —                | —                | —                | —                | Twelve Eighteen, Pt. 2      |
| 2008 | «Slow It Down» (featuring Frankie J) | —                | —                | —                | —                | Twelve Eighteen, Pt. 2      |
| 2008 | «Cortez Shoes»                       | —                | —                | —                | —                | Twelve Eighteen, Pt. 2      |
| 2009 | «Make You Say»                       | —                | —                | —                | —                | Love & Hate                 |